# 吳光亮

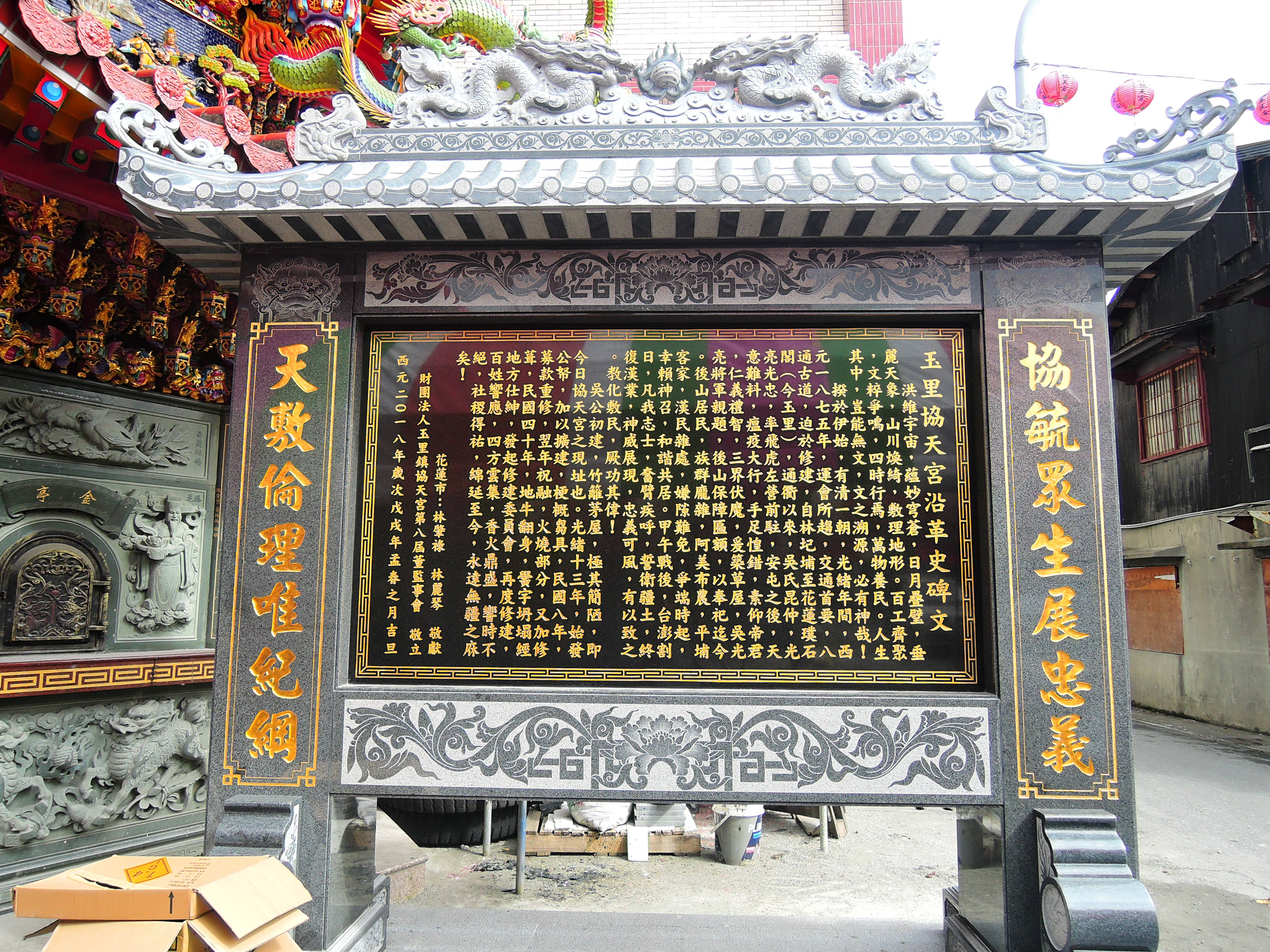
花蓮縣玉里協天宮沿革史碑文

吳光亮（1834年—1898年），字霽軒，為清朝軍事人物，廣東省南韶連道韶州府英德縣（今廣東省清遠市英德市）人。早期受知於左宗棠的部下康器國，整頓順昌新營，後被任命為南澳鎮總兵。

## 生平
同治十三年（1874年）因沈葆楨奏調來台，負責中路林圮埔（今南投縣竹山鎮）到璞石閣（今花蓮縣玉里鎮）開山撫番，全長265華里。光緒元年（1875年）元月開始，同年11月完工八通關古道，以其功受福寧鎮總兵。三年（1877年）奉旨接張其光擔任臺灣鎮總兵。吳光亮亦為玉里協天宮開基者。
光緒四年（1878年）在大港口事件中，有計畫的設下飯局屠殺阿美族精英青壯年一百多人，迫使港口一帶阿美族的搬遷，瓦解當地青壯年對朝廷的反抗勢力。以及對撒奇萊雅族及噶瑪蘭族進行屠殺的加禮宛事件。
光緒十四年（1888年），吳光亮回任臺灣鎮總兵，卻因為「向屬員函借銀兩」被朝廷交予台灣巡撫劉銘傳查辦。後吳光亮被兵部議處，得旨，降三級調用。
光緒十六年（1890年）受劉銘傳再度起用，二十年（1895年）受唐景崧之邀募勇來台，號「飛虎軍」，其部趁危劫餉風紀不佳，至日軍攻陷八卦山時潰敗而離台。